# 髙島泰都
髙島 泰都（たかしま たいと、1999年12月3日 - ）は、北海道赤平市出身のプロ野球選手（投手）。オリックス・バファローズ所属。

## 経歴

### プロ入り前
赤平市立赤間小学校1年生のときに「赤平レッドレイズ」で野球を始め、赤平市立赤平中学校では軟式野球部に所属した。
滝川西高校に進学し、2年秋に背番号11でベンチ入り。3年夏は背番号10でチーム19年ぶり3回目となる甲子園に出場し、仙台育英との1回戦で2番手として登板して最速141km/hを計測するも、1回2/3を5失点であった。
準硬式野球部のスポーツ推薦で明治大学に入学。1年春からリーグ戦に登板し、当初は制球に苦しんだが、1年夏のオープン戦で「コントロールのこつを急につかんだ」と突如制球が安定し、その後はリーグ戦の1戦目を任されるなど、先発としての地位を確立した。3年春は新型コロナウイルスの影響でリーグ戦中止、部の活動も一時停止となり、この期間でウエイトトレーニングに励むと、3年夏に自己最速の150km/hを計測。大学4年間ではリーグ戦通算23勝8敗・防御率2.33を記録した。
王子へ入社すると、硬式への復帰1年目から先発の柱として活躍。日本選手権では2試合に先発登板した。2年目は都市対抗に出場。2試合・10回を投げて防御率0.90を記録し、チーム8年ぶりのベスト4進出に貢献した。
2023年10月26日に開催されたドラフト会議にて、オリックス・バファローズから5位指名を受けた。11月16日に契約金3000万円・年俸700万円（金額はいずれも推定）で仮契約を結んだ。背番号は96。

### オリックス時代
2024年はオープン戦で結果を残し、開幕一軍入りを果たすと、3月31日の福岡ソフトバンクホークスとの開幕第3戦で、9回に5番手で登板し、1回被安打1、自責点1（奪三振1）という結果を残した。4月10日の楽天戦でプロ初先発を果たし、5回途中4失点で降板したが、勝ち負けはつかなかった。自身5度目の先発登板となった8月8日の埼玉西武ライオンズ戦で5回無失点で勝利投手の権利を手にすると、チームはそのまま勝利し、リリーフ登板も含めた通算17試合目でプロ初勝利を記録した。その後、9月28日の楽天戦で、先発として5回5安打1失点という内容で2勝目を挙げた。最終的に21試合（9先発）の登板で、2勝2敗4ホールド、防御率4.02という成績を残した。10月29日には1300万円増の推定年俸2000万円で契約を更改した。オフに齋藤響介、小野泰己とともにオーストラリアン・ベースボールリーグのメルボルン・エイシズへ派遣された。

## 選手としての特徴
持ち球は最速150km/hのストレート、スライダー、カットボール、カーブ、チェンジアップ。空振りを取れるチェンジアップが武器である。

## 人物
端正なルックスと出身チームから、「王子から来た王子様」と呼ばれる。
2024年、8月8日のプロ初勝利時のヒーローインタビューで、8月4日に結婚したことを発表した。

## 詳細情報

### 年度別投手成績
| 年 度     | 球 団      | 登 板 | 先 発 | 完 投 | 完 封 | 無 四 球 | 勝 利 | 敗 戦 | セ 丨 ブ | ホ 丨 ル ド | 勝 率 | 打 者 | 投 球 回 | 被 安 打 | 被 本 塁 打 | 与 四 球 | 敬 遠 | 与 死 球 | 奪 三 振 | 暴 投 | ボ 丨 ク | 失 点 | 自 責 点 | 防 御 率 | W H I P |
| --------- | ---------- | ----- | ----- | ----- | ----- | -------- | ----- | ----- | -------- | ----------- | ----- | ----- | -------- | -------- | ----------- | -------- | ----- | -------- | -------- | ----- | -------- | ----- | -------- | -------- | ------- |
| 2024      | オリックス | 21    | 9     | 0     | 0     | 0        | 2     | 2     | 0        | 4           | .500  | 238   | 56.0     | 50       | 3           | 20       | 0     | 4        | 30       | 1     | 0        | 27    | 25       | 4.02     | 1.25    |
| 通算：1年 | 通算：1年  | 21    | 9     | 0     | 0     | 0        | 2     | 2     | 0        | 4           | .500  | 238   | 56.0     | 50       | 3           | 20       | 0     | 4        | 30       | 1     | 0        | 27    | 25       | 4.02     | 1.25    |

- 2024年度シーズン終了時

### 年度別守備成績
| 年 度 | 球 団      | 投手  | 投手  | 投手  | 投手  | 投手  | 投手     |
| 年 度 | 球 団      | 試 合 | 刺 殺 | 補 殺 | 失 策 | 併 殺 | 守 備 率 |
| ----- | ---------- | ----- | ----- | ----- | ----- | ----- | -------- |
| 2024  | オリックス | 21    | 5     | 11    | 0     | 0     | 1.000    |
| 通算  | 通算       | 21    | 5     | 11    | 0     | 0     | 1.000    |

- 2024年度シーズン終了時

### 記録
初記録
投手記録
- 初登板：2024年3月31日、対福岡ソフトバンクホークス3回戦（京セラドーム大阪）、9回表に5番手で救援登板・完了、1回1失点[16]
- 初奪三振：同上、9回表に緒方理貢から見逃し三振[16]
- 初先発登板：2024年4月10日、対東北楽天ゴールデンイーグルス2回戦（京セラドーム大阪）、4回2/3を4失点で勝敗つかず
- 初ホールド：2024年4月23日、対埼玉西武ライオンズ4回戦（京セラドーム大阪）、6回表に2番手で救援登板、1回無失点
- 初勝利・初先発勝利：2024年8月8日、対埼玉西武ライオンズ18回戦（京セラドーム大阪）、5回無失点[18]

打撃記録
- 初打席：2024年6月6日、対横浜DeNAベイスターズ3回戦（横浜スタジアム）、3回表に京山将弥から見逃し三振[23]

### 背番号
- 96（2024年 - ）